# Hemant Kumar
Pour les articles homonymes, voir Kumar (homonymie).
Hemanta Kumar Mukhopadhyay ou Hemant Kumar ou Hemanta Mukherjee, né à Varanasi le 16 juin 1920 et mort à Kolkatta le 16 juin 1989, est un chanteur et compositeur de musique indien qui a fait partie de l'équipe Guru Dutt.

## Récompenses
- 1956 : Filmfare Awards Nagin (1954)
- 1963 : Filmfare Awards nommé Bees Saal Baad (1962)

## Filmographie comme compositeur
- 1949 : Swami
- 1952 : Anand Math
- 1954 : Nagin
- 1954 : Samrat
- 1954 : Shart
- 1962 : Bees Saal Baad
- 1968 : Jeevan Sangeet  (The Song of Love)
- 1969 : Khamoshi
- 1969 : Rahgir
- 1971 : Kuheli
- 1972 : Bees Saal Pehle
- 1972 : Siddhartha
- 1975 : Sansar Seemantey
- 1979 : Do Ladke Dono Kadke
- 1979 : Love in Canada